# Vòng loại Giải vô địch bóng đá thế giới 1986 – Khu vực châu Âu
Dưới đây là các mốc thời gian và kết quả của vòng loại Giải vô địch bóng đá thế giới 1986 khu vực châu Âu (UEFA). Để có cái nhìn tổng quan hơn, có thể tham khảo bài viết Vòng loại Giải vô địch bóng đá thế giới 1986.
UEFA được phân bổ 13 suất trực tiếp tham dự vòng chung kết World Cup 1986 và 1 suất tham dự vòng play-off. Tuy nhiên, Ý là đương kim vô địch nên được đặc cách tham dự, chỉ còn lại 12,5 suất thi đấu để tranh tài giữa 32 đội tuyển châu Âu.
Các đội tuyển vượt qua vòng loại:
- Vượt qua trực tiếp: Ba Lan, Tây Đức, Bồ Đào Nha, Anh, Bắc Ireland, Pháp, Bulgaria, Hungary, Đan Mạch, Liên Xô và Tây Ban Nha.
- Qua play-off: Bỉ vượt qua vòng play-off khu vực châu Âu, còn Scotland vượt qua vòng play-off liên lục địa giữa UEFA và OFC (châu Đại Dương).

## Thể thức
32 đội được chia thành 7 bảng, thi đấu theo thể thức vòng tròn hai lượt (sân nhà - sân khách). Cách phân chia như sau:
- Bảng 2, 3, 4 và 6: Mỗi bảng có 5 đội. Đội nhất và nhì bảng vượt qua vòng loại.
- Bảng 1, 5 và 7: Mỗi bảng có 4 đội. Chỉ đội nhất bảng vượt qua vòng loại. Đội nhì bảng 1 và bảng 5: vào vòng play-off nội bộ UEFA (đá lượt đi - lượt về). Đội nhì bảng 7: vào vòng play-off liên lục địa UEFA – OFC (gặp đại diện châu Đại Dương).

- (Ban đầu, 3 đội nhì bảng 1, 5 và 7 sẽ đá vòng tròn tính điểm để xác định 1 đội vào thẳng, 1 đội đá play-off liên lục địa.[1] Tuy nhiên, theo đề xuất của Hiệp hội bóng đá hoàng gia Hà Lan và Bỉ, thể thức này được đơn giản hóa như trên.[2])

## Bốc thăm
Lễ bốc thăm chia bảng được tổ chức tại Zürich, Thụy Sĩ vào ngày 7 tháng 12 năm 1983. Các đội được chia vào 5 nhóm hạt giống, và bốc thăm vào 7 bảng thi đấu. Thứ hạng hạt giống được công bố 10 ngày trước lễ bốc thăm.
| Pot A                                          | Pot B                                                     | Pot C                                                           | Pot D                                                      | Pot E                           |
| ---------------------------------------------- | --------------------------------------------------------- | --------------------------------------------------------------- | ---------------------------------------------------------- | ------------------------------- |
| Tây Đức Ba Lan Pháp Anh Liên Xô Áo Tây Ban Nha | Bắc Ireland Bỉ Hungary Scotland Nam Tư Tiệp Khắc Đan Mạch | Cộng hòa Ireland Wales Hà Lan România Thụy Điển Đông Đức Hy Lạp | Bulgaria Bồ Đào Nha Thụy Sĩ Iceland Albania Thổ Nhĩ Kỳ Síp | Na Uy Phần Lan Malta Luxembourg |

### Tổng quan
| Bảng 1             | Bảng 2                          | Bảng 3                            | Bảng 4                           | Bảng 5     | Bảng 6                               | Bảng 7            |
| ------------------ | ------------------------------- | --------------------------------- | -------------------------------- | ---------- | ------------------------------------ | ----------------- |
| · Ba Lan           | · Tây Đức                       | · Anh                             | · Pháp                           | · Hungary  | · Đan Mạch                           | · Tây Ban Nha     |
| · Bỉ               | · Bồ Đào Nha                    | · Bắc Ireland                     | · Bulgaria                       | · Hà Lan   | · Liên Xô                            | · Scotland        |
| · Albania · Hy Lạp | · Thụy Điển · Tiệp Khắc · Malta | · România · Phần Lan · Thổ Nhĩ Kỳ | · Đông Đức · Nam Tư · Luxembourg | · Áo · Síp | · Thụy Sĩ · Cộng hòa Ireland · Na Uy | · Wales · Iceland |

### Bảng 1
| VT | Đội     | ST | T | H | B | BT | BB | HS | Đ | Giành quyền tham dự |     |     |     |     |     |
| -- | ------- | -- | - | - | - | -- | -- | -- | - | ------------------- | --- | --- | --- | --- | --- |
| 1  | Ba Lan  | 6  | 3 | 2 | 1 | 10 | 6  | +4 | 8 | 1986 FIFA World Cup |     | —   | 0–0 | 2–2 | 3–1 |
| 2  | Bỉ      | 6  | 3 | 2 | 1 | 7  | 3  | +4 | 8 | Play-off UEFA       |     | 2–0 | —   | 3–1 | 2–0 |
| 3  | Albania | 6  | 1 | 2 | 3 | 6  | 9  | −3 | 4 |                     |     | 0–1 | 2–0 | —   | 1–1 |
| 4  | Hy Lạp  | 6  | 1 | 2 | 3 | 5  | 10 | −5 | 4 |                     | 1–4 | 0–0 | 2–0 | —   |     |

### Bảng 2
| VT | Đội        | ST | T | H | B | BT | BB | HS  | Đ  | Giành quyền tham dự |     |     |     |     |     |     |
| -- | ---------- | -- | - | - | - | -- | -- | --- | -- | ------------------- | --- | --- | --- | --- | --- | --- |
| 1  | Tây Đức    | 8  | 5 | 2 | 1 | 22 | 9  | +13 | 12 | 1986 FIFA World Cup |     | —   | 0–1 | 2–0 | 2–2 | 6–0 |
| 2  | Bồ Đào Nha | 8  | 5 | 0 | 3 | 12 | 10 | +2  | 10 | 1986 FIFA World Cup |     | 1–2 | —   | 1–3 | 2–1 | 3–2 |
| 3  | Thụy Điển  | 8  | 4 | 1 | 3 | 14 | 9  | +5  | 9  |                     |     | 2–2 | 0–1 | —   | 2–0 | 4–0 |
| 4  | Tiệp Khắc  | 8  | 3 | 2 | 3 | 11 | 12 | −1  | 8  |                     | 1–5 | 1–0 | 2–1 | —   | 4–0 |     |
| 5  | Malta      | 8  | 0 | 1 | 7 | 6  | 25 | −19 | 1  |                     | 2–3 | 1–3 | 1–2 | 0–0 | —   |     |

### Bảng 3
| VT | Đội         | ST | T | H | B | BT | BB | HS  | Đ  | Giành quyền tham dự |     |     |     |     |     |     |
| -- | ----------- | -- | - | - | - | -- | -- | --- | -- | ------------------- | --- | --- | --- | --- | --- | --- |
| 1  | Anh         | 8  | 4 | 4 | 0 | 21 | 2  | +19 | 12 | 1986 FIFA World Cup |     | —   | 0–0 | 1–1 | 5–0 | 5–0 |
| 2  | Bắc Ireland | 8  | 4 | 2 | 2 | 8  | 5  | +3  | 10 | 1986 FIFA World Cup |     | 0–1 | —   | 3–2 | 2–1 | 2–0 |
| 3  | România     | 8  | 3 | 3 | 2 | 12 | 7  | +5  | 9  |                     |     | 0–0 | 0–1 | —   | 2–0 | 3–0 |
| 4  | Phần Lan    | 8  | 3 | 2 | 3 | 7  | 12 | −5  | 8  |                     | 1–1 | 1–0 | 1–1 | —   | 1–0 |     |
| 5  | Thổ Nhĩ Kỳ  | 8  | 0 | 1 | 7 | 2  | 24 | −22 | 1  |                     | 0–8 | 0–0 | 1–3 | 1–2 | —   |     |

### Bảng 4
| VT | Đội        | ST | T | H | B | BT | BB | HS  | Đ  | Giành quyền tham dự |     |     |     |     |     |     |
| -- | ---------- | -- | - | - | - | -- | -- | --- | -- | ------------------- | --- | --- | --- | --- | --- | --- |
| 1  | Pháp       | 8  | 5 | 1 | 2 | 15 | 4  | +11 | 11 | 1986 FIFA World Cup |     | —   | 1–0 | 2–0 | 2–0 | 6–0 |
| 2  | Bulgaria   | 8  | 5 | 1 | 2 | 13 | 5  | +8  | 11 | 1986 FIFA World Cup |     | 2–0 | —   | 1–0 | 2–1 | 4–0 |
| 3  | Đông Đức   | 8  | 5 | 0 | 3 | 16 | 9  | +7  | 10 |                     |     | 2–0 | 2–1 | —   | 2–3 | 3–1 |
| 4  | Nam Tư     | 8  | 3 | 2 | 3 | 7  | 8  | −1  | 8  |                     | 0–0 | 0–0 | 1–2 | —   | 1–0 |     |
| 5  | Luxembourg | 8  | 0 | 0 | 8 | 2  | 27 | −25 | 0  |                     | 0–4 | 1–3 | 0–5 | 0–1 | —   |     |

### Bảng 5
| VT | Đội     | ST | T | H | B | BT | BB | HS  | Đ  | Giành quyền tham dự |     |     |     |       |     |
| -- | ------- | -- | - | - | - | -- | -- | --- | -- | ------------------- | --- | --- | --- | ----- | --- |
| 1  | Hungary | 6  | 5 | 0 | 1 | 12 | 4  | +8  | 10 | 1986 FIFA World Cup |     | —   | 0–1 | 3–1]] | 2–0 |
| 2  | Hà Lan  | 6  | 3 | 1 | 2 | 11 | 5  | +6  | 7  | Play-off UEFA       |     | 1–2 | —   | 1–1   | 7–1 |
| 3  | Áo      | 6  | 3 | 1 | 2 | 9  | 8  | +1  | 7  |                     |     | 0–3 | 1–0 | —     | 4–0 |
| 4  | Síp     | 6  | 0 | 0 | 6 | 3  | 18 | −15 | 0  |                     | 1–2 | 0–1 | 1–2 | —     |     |

### Bảng 6
| VT | Đội              | ST | T | H | B | BT | BB | HS  | Đ  | Giành quyền tham dự |     |     |     |     |     |     |
| -- | ---------------- | -- | - | - | - | -- | -- | --- | -- | ------------------- | --- | --- | --- | --- | --- | --- |
| 1  | Đan Mạch         | 8  | 5 | 1 | 2 | 17 | 6  | +11 | 11 | 1986 FIFA World Cup |     | —   | 4–2 | 0–0 | 3–0 | 1–0 |
| 2  | Liên Xô          | 8  | 4 | 2 | 2 | 13 | 8  | +5  | 10 | 1986 FIFA World Cup |     | 1–0 | —   | 4–0 | 2–0 | 1–0 |
| 3  | Thụy Sĩ          | 8  | 2 | 4 | 2 | 5  | 10 | −5  | 8  |                     |     | 1–0 | 2–2 | —   | 0–0 | 1–1 |
| 4  | Cộng hòa Ireland | 8  | 2 | 2 | 4 | 5  | 10 | −5  | 6  |                     | 1–4 | 1–0 | 3–0 | —   | 0–0 |     |
| 5  | Na Uy            | 8  | 1 | 3 | 4 | 4  | 10 | −6  | 5  |                     | 1–5 | 1–1 | 0–1 | 1–0 | —   |     |

### Bảng 7
| VT | Đội         | ST | T | H | B | BT | BB | HS | Đ | Giành quyền tham dự |     |     |     |     |     |
| -- | ----------- | -- | - | - | - | -- | -- | -- | - | ------------------- | --- | --- | --- | --- | --- |
| 1  | Tây Ban Nha | 6  | 4 | 0 | 2 | 9  | 8  | +1 | 8 | 1986 FIFA World Cup |     | —   | 1–0 | 3–0 | 2–1 |
| 2  | Scotland    | 6  | 3 | 1 | 2 | 8  | 4  | +4 | 7 | Play-off UEFA       |     | 3–1 | —   | 0–1 | 3–0 |
| 3  | Wales       | 6  | 3 | 1 | 2 | 7  | 6  | +1 | 7 |                     |     | 3–0 | 1–1 | —   | 2–1 |
| 4  | Iceland     | 6  | 1 | 0 | 5 | 4  | 10 | −6 | 2 |                     | 1–2 | 0–1 | 1–0 | —   |     |

## Play-off UEFA
| Bỉ              | 1–0    | Hà Lan |
| --------------- | ------ | ------ |
| Vercauteren 20' | Report |        |

| Hà Lan                   | 2–1    | Bỉ       |
| ------------------------ | ------ | -------- |
| Houtman 60' · De Wit 72' | Report | Grün 85' |

Tổng tỉ số 2–2; Bỉ vượt qua vòng loại nhờ luật bàn thắng sân khách.

## Play-off liên lục địa
| Đội 1    | TTS | Đội 2 | Lượt đi | Lượt về |
| -------- | --- | ----- | ------- | ------- |
| Scotland | 2–0 | Úc    | 2–0     | 0–0     |

Scotland thắng với tổng tỷ số 8–2 và giành quyền tham dự Giải vô địch bóng đá thế giới 1986.

## Cầu thủ ghi bàn
8 bàn thắng
- Preben Elkjær

6 bàn thắng
- Rainer Ernst

5 bàn thắng
- Bryan Robson
- Fernando Gomes
- Oleh Protasov

4 bàn thắng
- Michael Laudrup
- Ralf Minge
- Mark Hateley
- Michel Platini
- Wim Kieft
- Gheorghe Hagi
- Robert Prytz
- Karl-Heinz Rummenigge

3 bàn thắng
- Bedri Omuri
- Walter Schachner
- Franky Vercauteren
- Georgi Dimitrov
- Petr Janečka
- Gary Lineker
- Tony Woodcock
- Mika Lipponen
- Dominique Rocheteau
- Yannick Stopyra
- Norman Whiteside
- Dariusz Dziekanowski
- Włodzimierz Smolarek
- Carlos Manuel
- Rodion Cămătaru
- Georgi Kondratiev
- Dan Corneliusson
- Mark Hughes
- Ian Rush
- Klaus Allofs
- Pierre Littbarski
- Uwe Rahn

2 bàn thắng
- Enzo Scifo
- Plamen Getov
- Stoycho Mladenov
- Nasko Sirakov
- Klaus Berggreen
- Søren Lerby
- Andreas Thom
- John Barnes
- Jari Rantanen
- Lajos Détári
- Márton Esterházy
- József Kiprich
- Tibor Nyilasi
- Frank Stapleton
- Robby Langers
- Leonard Farrugia
- Peter Houtman
- Dick Schoenaker
- Rob de Wit
- Tom Sundby
- Zbigniew Boniek
- Diamantino Miranda
- Davie Cooper
- Mo Johnston
- Paul McStay
- Hipólito Rincón
- Thomas Sunesson
- André Egli
- Matthias Herget
- Rudi Völler
- Fadil Vokrri

1 bàn thắng
- Mirel Josa
- Agustin Kola
- Arben Minga
- Martin Gisinger
- Peter Hrstic
- Toni Polster
- Herbert Prohaska
- Gerald Willfurth
- Nico Claesen
- Georges Grün
- Erwin Vandenbergh
- Eddy Voordeckers
- Rusi Gochev
- Kostadin Kostadinov
- Boycho Velitchkov
- Paschalis Christophorou
- Kostas Foti
- Panayiotis Marangos
- Jan Berger
- Stanislav Griga
- Vladimír Hruška
- Karel Jarolím
- Vladislav Lauda
- Josef Novák
- Ladislav Vízek
- John Sivebæk
- Michael Glowatzky
- Ronald Kreer
- Matthias Liebers
- Uwe Zötzsche
- Viv Anderson
- Glenn Hoddle
- Kenny Sansom
- Chris Waddle
- Ari Hjelm
- Ari Valvee
- Philippe Anziani
- Patrick Battiston
- Luis Fernández
- Alain Giresse
- José Touré
- Nikos Anastopoulos
- Kostas Antoniou
- Tasos Mitropoulos
- Dimitris Saravakos
- Georgios Skartados
- József Kardos
- Antal Nagy
- Antal Róth
- László Szokolai
- Magnús Bergs
- Pétur Pétursson
- Guðmundur Þorbjörnsson
- Teitur Þórðarson
- Tony Grealish
- Kevin Sheedy
- Mickey Walsh
- Carmel Busuttil
- Michael Degiorgio
- Raymond Xuereb
- Erwin Koeman
- Marco van Basten
- Gerry Armstrong
- John O'Neill
- Martin O'Neill
- Jimmy Quinn
- Pål Jacobsen
- Hallvar Thoresen
- Marek Ostrowski
- Andrzej Pałasz
- Rui Jordão
- José Rafael
- Marcel Coraș
- Ion Geolgău
- Gino Iorgulescu
- Ștefan Iovan
- Dorin Mateuț
- Jim Bett
- Kenny Dalglish
- Frank McAvennie
- Charlie Nicholas
- Fyodor Cherenkov
- Anatoliy Demyanenko
- Yuri Gavrilov
- Sergey Gotsmanov
- Hennadiy Lytovchenko
- Emilio Butragueño
- Francisco José Carrasco
- Paco Clos
- Andoni Goicoechea
- Rafael Gordillo
- Marcos Alonso Peña
- Manuel Sarabia
- Ingemar Erlandsson
- Lars Larsson
- Mats Magnusson
- Torbjörn Nilsson
- Glenn Strömberg
- Umberto Barberis
- Jean-Paul Brigger
- Christian Matthey
- Metin Tekin
- İlyas Tüfekçi
- Mickey Thomas
- Thomas Berthold
- Andreas Brehme
- Karlheinz Förster
- Felix Magath
- Lothar Matthäus
- Mehmed Baždarević
- Milko Djurovski
- Ivan Gudelj
- Miloš Šestić
- Haris Škoro

1 bàn phản lưới nhà
- Nikos Pantziaras (trong trận gặp Hà Lan)
- Guy Hellers (trong trận gặp Bulgaria)
- Michel Valke (trong trận gặp Áo)
- Frederico Rosa (trong trận gặp Malta)
- Gino Iorgulescu (trong trận gặp Bắc Ireland)
- Andreas Ravelli trong trận gặp Tiệp Khắc)